# Paspalidium clementii
Paspalidium clementii là một loài thực vật có hoa trong họ Hòa thảo. Loài này được (Domin) C.E.Hubb. mô tả khoa học đầu tiên năm 1934.